# Crassula acinaciformis
Crassula acinaciformis là một loài thực vật có hoa trong họ Crassulaceae. Loài này được Schinz miêu tả khoa học đầu tiên năm 1894.